# Gordon Carpenter
Gordon C. Carpenter (Ash Flat, 24 settembre 1919 – Lakewood, 8 marzo 1988) è stato un cestista e allenatore di pallacanestro statunitense, attivo nella AAU, campione olimpico nel 1948 e allenatore della nazionale statunitense ai mondiali del 1950.

## Palmarès

### Giocatore
- 6 volte campione AAU (1943, 1944, 1945, 1946, 1947, 1948)